# Радич Санковић
Радич Санковић (1379—1404) био је властелин и војвода Хума.
Он је најзначајнији и последњи изданак династије Санковићи. Његов отац био је Санко Милтеновић, браћа жупан Бјељак, Будељ и Санчин Санковић, сестра Драгана. Први помен из 1379. године. Вођство породице преузео је од брата жупана Бјељака Санковића. Због покушаја продаје Конавла Дубровчанима 1392. био је кажњен за неверу и одузети су му поседи. Био је у сужањству код рода Косаче. У доба краља Остоје Котроманића 1398. враћен му је породични посед осим у Конавла. Узео је учешће у босанском продавању Сланског приморја 1399, али није био адекватно награђен па се додатно, засебно договарао са Дубровчанима.
За продају приморја добио је палату у Дубровнику. Учествовао је у босанско-дубровачком рату 1403—1404, предводећи нападе на Дубровчане у име краља Остоје. Страдао је 1404. у променама око свргавања краља Остоје. Његове поседе у Хуму преузео је војвода Сандаљ Хранић Косача. Помиње се да га је војвода Сандаљ Хранић ослепео, али то није потврђено.
Радич је био два пута ожењен. Прва жена била је Гојслава која је била кћерка зетског обласног господара Ђурђа Балшића, прва супруга војводе Радича Санковића. У вријеме мужевог заточеништва (1391–1398) морала се склонити у Дубровник, јер јој је сигурност била угрожена. За то вријеме добијала је материјалну помоћ од дубровачке Владе, а када је ишла да дочека војводу Радича у мају 1398, послије добијања слободе, Дубровчани су је лијепо и са даром испратили. Можда је ускоро и умрла, јер се више на помиње у историјским изворима. На ову претпоставку упућује вијест из новембра 1399. када се војвода Радич женио други пут. Други пут Радич Санковић се женио 1399, али име те његове друге жене није познато.